# Lissodendoryx amaknakensis
Lissodendoryx amaknakensis är en svampdjursart som först beskrevs av Lawrence Morris Lambe 1900.  Lissodendoryx amaknakensis ingår i släktet Lissodendoryx och familjen Coelosphaeridae.
Artens utbredningsområde är havet utanför Alaska. Inga underarter finns listade i Catalogue of Life.